# Stanislav Grohmann
Stanislav Grohmann (13. srpna 1948 – 13. března 1994) byl slovenský ekonom, vysokoškolský pedagog a politik, po sametové revoluci československý poslanec Sněmovny lidu Federálního shromáždění za SDĽ.

## Biografie
V letech 1986-1990 byl vedoucím Katedry politické ekonomie Vysoké školy ekonomické v Bratislavě.
Ve volbách roku 1992 byl za SDĽ zvolen do Sněmovny lidu. Ve Federálním shromáždění setrval do zániku Československa v prosinci 1992.